# الطاقة الجيوحرارية في إندونيسيا

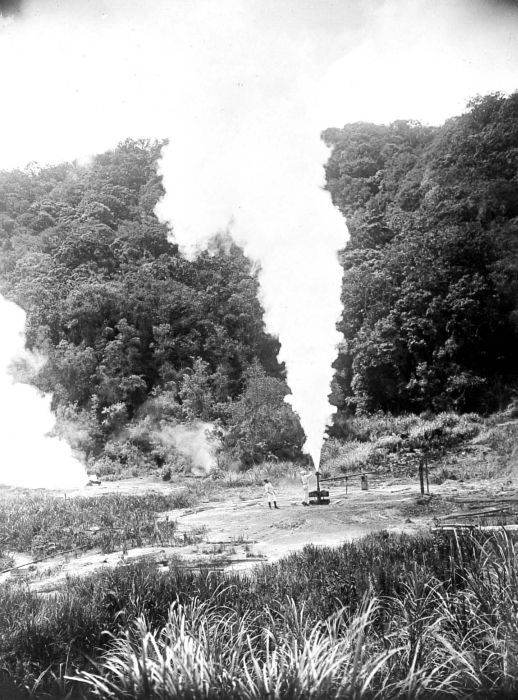
إجراء حفريات في أول اختبار للطاقة الجيوحرارية في إندونيسيا سنة 1926.

الطاقة الجيوحرارية في إندونيسيا مصدر تزداد أهميته باطراد للطاقة المتجددة. بسبب طبيعتها الجيولوجية البركانية؛ غالبًا ما يقال إن إندونيسيا تمتلك 40% من مصادر الطاقة الجيوحرارية الكامنة، والتي تقدر بنحو 28,000 ميغاواط.
مع الوصول إلى 1,924.5 ميغاواط، أصبحت إندونيسيا الثانية في العالم بعد الولايات المتحدة الأمريكية من حيث استثمار الطاقة الجيوحرارية، متفوقةً بذلك على الفيليبين التي كانت تحتل هذه المرتبة سابقًا. في عام 2007، كانت الطاقة الجيوحرارية تمثل 1.9% من موارد الطاقة الكلية في إندونيسيا، و3.7% من طاقتها الكهربائية.
في المؤتمر الجيوحراري العالمي المعقود في بالي، أعلن الرئيس سوسيلو بامبانغ يودهويونو خطة لبناء 44 محطة جيوحرارية جديدة بحلول عام 2014، ما يضاعف الاستطاعة لأكثر من ثلاث أضعاف لتبلغ بذلك 4,000 ميغاواط. بحلول عام 2025، تأمل إندونيسيا بإنتاج أكثر من 9,000 ميغاواط من الطاقة الجيوحرارية، لتصبح بذلك المنتج الأول للطاقة الجيوحرارية في العالم سيشكل هذا 5% من حاجات إندونيسيا الطاقية عند ذلك الوقت.
أشر تقرير مفصل عن القطاع الجيوحراري في إندونيسيا صادر في عام 2015 عن المصرف العالمي ومصرف التنمية الآسيوية تحت عنوان تحرير طاقات إندونيسيا الجيوحرارية الكامنة إلى الحاجة إلى إصلاحات في المناطق المفتاحية من السياسة لتحفيز التوسع المستدام في القطاع.

## تاريخها
أتى أول اقتراح لاستخدام طاقة البراكين في عام 1918 خلال الفترة الاستعمارية الهولندية. في عام 1926، حفرت خمس حفر تجريبية في حقل كاواه كاموجانغ في جزيرة جافا، وثالثها كانت أولى الحفر الناجحة. في بداية ثمانينيات القرن العشرين، كانت لا تزال تطلق بخارًا محمصًا (فائق التسخين) من عمق 66 مترًا عند درجة حرارة 140 درجة مئوية وضغط 3.5 إلى 4 بار. أطلقت دراسة جدوى مبدئية لتوليد الكهرباء عما 1972 من قبل شركة الطاقة الجيوحرارية في نيوزيلندا (جيوثيرمال إينرجي نيوزيلاند). دشنت أول مولدة في عام 1983 من قبل الرئيس سوهارتو ووسع لاحقًا في عام 1987. السعة الحالية 140 ميغاواط.
منذ منتصف ثمانينيات القرن العشرين، شغلت شركة شيفرون، أكبر منتج للطاقة الجيوحرارية في العالم، حقلين جيوحراريين في غرب جافا في كل من سالاك وداراجات بقدرة مشتركة مقدارها نحو 365 ميغاواط. بين عامي 1989 و1997 أجريت تنقيبات في حقل سيباياك الجيوحراري في شمال سومطرة، ولاحقًا بدأ عمل محطة بقدرة 12 ميغاواط.
في عام 1991، أسست جمعية إندونيسيا الجيوحرارية (Asosiasi Panasbumi Indonesia – API)، وهي منظمة غير حكومية، لترويج الطاقة الجيوحرارية والدعاية لها. ينتمي لها نحو 500 عضو من بينهم خبراء في الطاقة الجيوحرارية، وشركات، وأصحاب مصالح. تعمل محطة طاقة وايانغ ويندو الجيوحرارية في غرب جافا، والتي تمتلكها شركة ستار إنرجي البريطانية، منذ عام 2000. تتكون حاليًّا من ثلاث وحدات بسعة إجمالية 354 ميغاواط. إذ أضيفت وحدة باستطاعة 117 ميغاواط عام 2009 ووحدة باستطاعة 127 ميغاواط عام 2013 إلى الوحدة الأصلية في المنشأة.

## السعة المركبة
وفقًا لتقرير الوضع العالمي للطاقات المتجددة 2013 الصادر عن شبكة سياسات الطاقات المتجددة، فإن إندونيسيا كانت تمتلك ثالث أكبر قدرة توليدية في العالم في قطاع الطاقة الجيوحرارية. باستطاعة مركبة قدرها 1.3 غيغاواط، متأخرة بذلك فقط عن الولايات المتحدة الأمريكية (3.4 غيغاواط) والفيليبين (1.9 غيغاواط) آنذاك. منذ ذلك الحين، أصبحت إندونيسيا تحتل المركز الثاني باستطاعة 2.133 غيغاواط، بعد الولايات المتحدة (3.714 غيغاواط) مباشرةً، متفوقةً على الفيليبين (1.918 غيغاواط). وتتفوق إندونيسيا على كل من تركيا (1.526 غيغاواط)، ونيوزيلندا (1.005 غيغاواط)، والمكسيك (962.7 ميغاواط)، وإيطاليا (944 ميغاواط).